# Ekatarina Mironova
Ekaterina Mironova, née le 3 novembre 1977 à Krasnoïarsk, est une skeletoneuse russe. Elle a participé aux Jeux olympiques de Salt Lake City où elle a pris la septième place.

## Palmarès
- Championnats du monde
  - Nagano 2003 :  médaille d'argent en individuel.

- Coupe du monde
  - 2 podiums : 2 deuxièmes places.